# جوزف ستدلر
جوزف ستدلر (انگلیسی: Joseph Stadler; ۱۲ ژوئن ۱۸۸۰ – ۲۵ فوریهٔ ۱۹۵۰) ورزشکار دو و میدانی اهل ایالات متحده آمریکا بود.